# 보편군주제
보편군주제는 하나의 군주제가 모든 곳(또는 적어도 지정학적 지역의 주요 부분)을 단독으로 통치하거나, 모든 다른 국가들(또는 적어도 지정학적 지역의 모든 국가들)에 대해 특별한 우위를 가진다고 여겨지는 개념이자 정치적 상황이다.

## 개념
보편군주제는 다른 어떤 국가에도 구속되지 않고 동시대 지정학적 시스템의 모든 국가에 대해 주권을 주장한다는 점에서 일반적인 군주제와 구별된다. 이 개념은 보편 제국의 개념과 연결되지만, 임페리움의 소유와 군주제적 정부 형태를 결합한다.
이 개념은 고대 이집트, 유럽, 아시아 및 페루에서 발생했으며, 라틴어 문구 Dominus Mundi (lit. '세계의 주인')에 요약되어 있다. 실제로는 어떤 보편군주제도, 심지어 어떤 국가도 전 세계를 통치한 적은 없지만, 특히 근대 이전의 많은 사람들에게는 그렇게 보였을 수도 있다.
니콜라스 오렘이나 데시데리위스 에라스뮈스 같은 철학자들은 중세에 이 개념을 비판했지만, 오리엔탈리스트인 기욤 포스텔은 더 긍정적이었고, 단테는 확고한 지지자였다. 나중에 개신교도 이 개념을 로마가톨릭주의와 동일시하며 거부하려 했다. 이마누엘 칸트는 보편군주제가 "영혼 없는 전제주의" 또는 분열 시도에 따른 "잦은 내전"으로 고통받을 것이라고 예측했다. 그러나 칸트는 어떤 형태의 "연방 연합"은 가능할 수 있음을 인정했다. 존 롤스는 또한 데이비드 흄, 몽테스키외, 볼테르, 에드워드 기번을 보편군주제에 반대하는 저자로 언급한다.:Footnote 12

## 역사

### 이집트와 메소포타미아
고대 이집트인들에게 세상의 사방은 왕의 "하나된 머리"로 여겨졌다. 람세스 3세는 "하나로 통일된 모든 땅의 사령관"으로 묘사되었다. 아마르나 시대를 제외하고 이집트의 공식 이데올로기는 둘 이상의 왕의 공존을 인정하지 않았다. "이집트의 군주제는 통일된, 단일한, 보편적인 적용을 구성했다." 투트모세 3세의 승리 찬가와 아멘호테프 2세의 석비는 선포했다: "그와 경계를 만드는 자는 아무도 없다... 그에게는 모든 통일된 땅, 모든 땅을 향한 경계가 없다." 투트모세 3세는 "아무도 폐하 앞에 나타나지 않는다. 대원(대양)의 둘레가 폐하의 손아귀에 포함되어 있다"고 인정받았다. 아시아의 왕들은 투탕카멘을 인정했다: "당신을 모르는 자는 아무도 없다."
왕은 태양의 아들이자 태양 아래 모든 것을 다스리는 존재로 믿어졌다. 왕의 등극은 일출과 연관되었다. 왕의 등극과 태양의 떠오름에는 같은 동사 "떠올랐다"가 사용되었다. 아비도스 석비에서 투트모세 1세는 "나는 이집트의 경계를 태양이 둘러싸는 곳까지 만들었다... 라처럼 영원히 빛난다"고 주장했다. 태양은 공간과 시간 모두에서 보편성을 상징했다. 시누헤의 이야기는 둘 다 표현한다: 모든 신들이 "당신에게 한계 없는 영원함, 속박 없는 무한함을 주소서! 당신은 태양이 둘러싸는 모든 것을 정복했으므로 당신에 대한 두려움이 저지대와 고지대에 울려 퍼지게 하소서."
왕 목록 장르 또한 군주제의 보편성을 보여준다. 제5왕조의 우나스(기원전 2385-2355년) 통치기에 이집트 전통에 도입된 이 장르의 이데올로기적 목적은 신들의 시대로 거슬러 올라가는 끊이지 않는 계승으로 유일한 합법적인 왕으로서 왕실의 보편성을 강조하는 것이었다.
동시대의 메소포타미아 문명은 보편군주제에 대한 전통이 훨씬 약했지만, 그 또한 신들의 시대로 거슬러 올라가는 끊이지 않는 계승으로 유일한 합법적인 왕으로서 왕실의 보편성을 강조하기 위한 동일한 이데올로기적 목적을 가진 왕 목록을 발전시켰다. 메소포타미아 왕들은 태양이 둘러싸는 모든 것을 다스린다고 주장하지는 않았지만, "세상의 사방의 왕"과 "거주 세계의 왕"이라고 주장했다.
왕 목록에 따르면 왕권은 대홍수 전후로 두 번 하늘에서 내려왔다. 두 번째 시도 후, 도시 키시가 이를 받았다. 키시가 권력에서 쇠퇴하자 "키시의 왕"이라는 지위는 지리적 의미 없이 우주의 왕이라는 의미를 얻었다. 이 용어는 아카드의 사르곤(기원전 2334–2279년경)부터 셀레우코스 왕 안티오코스 1세 소테르(기원전 281–261년)에 이르는 메소포타미아의 지배적인 군주들에 의해 사용되었다.

### 유럽
유럽에서 보편군주제는 로마 제국에서 완전한 임페리움으로, 그리고 동로마 제국 시대에는 기독교권의 수장으로서 황제가 모든 다른 왕들에 대한 주권을 주장했지만 실제로는 강제할 수 없었던 지배적인 주권 국가로서 나타났다. 동로마 황제의 개념은 두 단계를 거쳤는데, 처음에는 에우세비우스가 설명한 것처럼 하느님이 한 분이듯이 황제도 한 분일 수밖에 없다는 것이었고, 이는 10세기에는 황제가 세계의 다른 통치자들인 왕들의 가족의 가부장이라는 개념으로 발전했다. 이러한 개념들은 로마 제국의 계승 국가인 오스만 제국의 특징이기도 했으며, 특히 칼리파국에 의해 군사 통치가 강화되었을 때 더욱 그러했다.
유일한 주권 황제라는 사상은 서구에서 카롤루스 대제와 신성 로마 제국과 함께 다시 부상했다. 신성 로마 제국이 보편군주국으로서 특별한 주권을 소유한다는 사상은 제국이 심한 분열을 겪었을 때조차도 주변 강대국들과 종속국들에 의해 존중되었다. 프리드리히 3세 (신성 로마 황제)의 "온 세상은 오스트리아에 복종한다"(A.E.I.O.U.)는 문구의 상징성은 모든 국가가 하나의 군주제에 복종한다는 사상의 표현으로 볼 수 있다. 반면 중세의 히에로크라트들은 교황이 보편 군주라고 주장했다.
카를 5세의 제국은 서유럽과 아메리카의 많은 부분을 포함하며 "후고전기에 진정으로 전 세계적인 군주제를 보게 될 가장 가까운 형태였으며, 따라서 보편적인 임페리움에 가장 가까운 근사치였다." 이는 지지자들에 의해 종교적으로 포용적인 세계 제국으로 구상되었다.
그 후, 실제 전체 통치보다는 우위에 기반한 보편군주제라는 개념은 프랑스가 특히 루이 14세 시대에 서유럽에 대한 패권을 확립하려는 시도와 동의어가 되었으며, 루이 14세가 다른 모든 군주들이 종속적인 위성이 되는 태양왕이라는 개념으로 예시되었다. 1755년, 루이 14세의 후계자인 루이 15세의 통치 기간 동안, 국무회의의 일원이자 왕의 주요 외교 정책 고문이었던 아드리앵 모리스 드 노아이 공작은 대서양 상업 지배를 통한 "유럽 최고 지위"를 위한 영국의 도전에 대해 경고했다. 노아이 공작은 "보편군주제라는 계획이 아무리 허황된 것이라도, 한 국가가 아메리카 무역의 유일한 지배자가 되는 데 성공한다면 부를 통한 보편적 영향력이라는 계획은 허황된 것이 아니게 될 것"이라고 썼다.
군주제는 러시아에서 강력했다. 러시아 군주제는 정교회적이고 전제적이었으며 유럽과 아시아 전역에 걸쳐 광대한 연속적인 제국을 소유하여 비잔티움 통치와 유사점 및 차이점을 보였다. 영국 군주제는 "개신교적, 상업적, 해양적, 자유로운" 것이었다 그리고 연속적인 영토로 구성되지 않았다. 이는 스페인 제국과 유사점 및 차이점을 모두 가지고 있었다. 둘 다 "해가 지지 않는 제국"이었다. 가톨릭주의가 스페인 제국에 이데올로기적 통일성을 제공한 반면, 영국의 개신교 다양성은 "통일보다는 불화"로 이어졌다. 나중에야 연방주의와 경제 통제가 종교적 다양성으로는 불가능했던 통일을 제공하는 수단으로 여겨졌는데, 조지프 체임벌린이 추진한 제국 연방 개념과 마찬가지였다.
나폴레옹은 대륙봉쇄령과 나폴레옹 법전으로 보편군주제와 비슷한 것을 만들려는 시도를 했지만, 유럽 전체를 정복하는 데 실패했다. 예나 전투에서 나폴레옹이 프로이센을 압도하자, 피히테에게는 보편군주국이 불가피하고 임박한 것처럼 보였다. 그는 "모든 문명국가에 필연적인 경향"이 확장으로 이어진다고 보았고, 이 경향을 고전 고대까지 거슬러 올라갔다. "보이지 않는" 역사적 정신이 모든 시대에 걸쳐 흐르며 국가를 앞으로 나아가게 한다. "국가들이 스스로 강해지면서... 기독교 세계 전체에 대한 보편군주제 경향이 필연적으로 드러난다." 유럽 보편군주국을 만들려는 마지막 시도는 제1차 세계 대전에서 독일 제국이 시도한 것이었다. 1917년 우드로 윌슨은 "독일이 승리하면 독일 황제는 유럽 대부분의 주군이 될 것"이라고 생각했다.
제1차 세계 대전 이후 출판된 오스발트 슈펭글러의 서양의 몰락은 세계적인 "카이사르주의"를 구상한다. "전투하는 국가 사회"의 형성은 모든 문명의 시작을 알린다. 이 사회는 "온 세계의 유산을 위한" 경쟁으로 끝난다. 가장 강한 민족이 승리하고 세계의 경영권을 장악한다. 동시에 "고대의 [정치적] 형태의 가속화된 해체가 카이사르주의로 가는 길을 열어준다." 이 단계는 중국에서 기원전 600년경, 지중해에서 기원전 450년경, 근대 세계에서 1700년경에 시작되었다. 이 세 시대를 비교하며 슈펭글러는 "카이사르주의"가 이러한 시대의 필연적인 산물이며 "수평선에 갑자기 윤곽을 드러낸다"고 말한다. 중국에서는 제1황제로 절정에 달했고, 지중해에서는 술라와 폼페이로 절정에 달했으며, 우리 세계에서는 다가오고 있다. 이제 민주주의 대 "카이사르주의"의 마지막 싸움이 시작되었고 후자가 승리할 것이다. "나폴레옹주의에서 카이사르주의로"의 전환은 모든 문화에 보편적이며 두 세기가 걸리는 진화 단계이다. 따라서 전 세계적인 "카이사르주의"는 "한 세기" 안에 나타날 가능성이 있다.
슈펭글러의 세기는 2022년 전 세계적인 "카이사르주의"에 미치지 못하고 끝났다.

### 동아시아
중국에서도 비슷한 현상이 일어났다. "천자"라는 칭호는 주나라 시대에 생겨났다. 이 칭호는 보편성 – 천하를 다스린다는 의미를 지닌다. 시경에는 다음과 같이 쓰여 있다.

하늘 아래
왕의 땅이 아닌 곳은 없으니;
땅의 모든 경계에 걸쳐,
그의 백성이 아닌 자는 없노라!

이 칭호는 또한 하늘과 땅 사이를 다스리는 왕들과 대조적으로, 더 높은 "천상의" 통치(천조)를 의미하며, 오늘날에는 단순히 지상의 통치자인 대통령들과도 대조된다. 중국과 일본은 시민들에게 다른 모든 군주들이 조공국으로 간주되는 보편군주국으로 여겨졌다. 중국에서는 이것이 오늘날까지 남아있는 국가의 중국어 이름인 중궈(Zhongguo), 즉 "중국"이라는 의미로 예시되었다. 주나라 시대에 천자라는 칭호가 생겨났기 때문에 중국인들은 보편 군주제를 유일하게 올바른 통치로 인식했다. 수세기 동안 독립 국가들이 존재했던 기간(기원전 771-221년)에도 알려진 사상가들 중 누구도 분리된 민족 정체성이나 독립 개념을 발전시키려 하지 않았다.

그러나 [후기] 주나라 시대 백가쟁명의 문헌을 살펴보면, 분열의 시기에도 고대 보편왕권 사상이 지속적으로 끈질기게 유지되었다는 점에 강하게 놀라게 된다. 다국가 체제를 규범적이거나 정상적인 것으로 간주할 준비가 된 관점은 나타나지 않는다... 중국의 그로티우스나 푸펜도르프는 나타나지 않는다.

진나라 시황제의 비문에는 "생명이 있는 곳마다 모두 그의 종주권을 인정한다"고 적혀 있었다. 중화사상은 19세기까지 살아남았다. 조지 3세 (1780-1831)가 교역 관계를 제안했을 때, 중국은 "사해 안의 모든 것을 다스리는 천조는... 귀국의 제조업에 조금도 필요를 느끼지 않는다"는 이유로 거절했다. 그들은 조지 3세가 그들의 뜻에 따라 행동하고, 충성을 강화하며 영원히 복종할 것을 맹세해야 한다고 덧붙였다.
중국의 보편군주제 개념은 칭기즈 칸 휘하의 몽골 제국에 의해 계승되었으며, 몽골 제국은 중국보다 더 넓은 지역에 이 개념을 강제할 수 있었다. 중국의 천자는 일본에서도 대응하는 존재가 있었으나, 어떤 면에서는 일본이 그들의 군주제를 더욱 보편적으로 만들었다. 중국 황제는 천명에 구속되었다. 덴노에게는 그러한 천명이 존재하지 않았다. 태양의 여신 아마테라스 오미카미의 먼 과거 후손으로서, 한 왕조는 영원히 일본을 통치하기로 되어 있다. 중국은 1911년에 왕조 주기를 끝냈지만, 일본 왕조는 오늘날까지 이어져 세계에서 가장 오래된 현존 왕조이지만, 더글러스 맥아더가 1945년에 그것을 비신화화했다.
인도계 종교의 전륜성왕 개념은 보편군주의 이상을 완벽하게 보여준다.

### 이슬람 세계
수니파 이슬람에서는 칼리파국의 개념이 보편군주제로 간주될 수 있다. 결정적으로, 칼리파는 반드시 영적인 지도자는 아니다. 오히려 그는 이슬람 공동체의 세속적인 수장이며 (이론적으로) 이슬람 율법에 구속되고 복종한다. 칼리파(Khalifah)라는 단어는 후계자, 청지기, 대리인, 대리왕 등으로 다양하게 번역될 수 있으며, 칼리파가 예언자 무함마드의 세속적 후계자임을 암시한다 (그리고 중요한 것은 영적인 후계자가 아니라는 점이다. 무함마드가 마지막 예언자로 간주되므로, 수니파 무슬림들은 그에게 영적인 후계자가 있을 수 없다고 믿는다). 칼리파의 의무는 이론적으로 이슬람 율법의 집행, 무슬림 복지를 위한 정책 시행, 이슬람 성지의 수호 및 순례자 돌봄, 정복된 비무슬림의 수호 및 무슬림과의 이해관계 조정, 성전 수행 (공격적인 가즈와 방어적인 지하드 모두), 그리고 칼리파 영토를 넘어선 전 세계 무슬림 공동체의 외교적 이익 대변 (무함마드의 생애 동안 초기 에티오피아 이슬람 공동체와 관련하여 설정된 선례)을 포함한다.
시아파 이슬람에서 이맘직의 개념은 수니파 칼리파국과 비교할 수 있지만 동일하지는 않다. 시아 이맘은 전 세계 무슬림 공동체의 영적 지도자이자 세속적 지도자로 간주된다. 따라서 이맘은 정책과 행정에 대한 권한뿐만 아니라 무오류하며 법과 신학 해석의 최종 중재자이기도 하다. 그러나 수니파 칼리파처럼 시아 이맘의 군주로서의 권위는 보편적이라고 여겨진다. 이맘직은 아흘 알 바이트와 관련되어 있다. 이맘직을 주장하는 왕조들은 알리 이븐 아비 탈리브와 파티마를 통해 무함마드의 후손임을 주장하며, 이맘의 칭호를 아버지에서 아들로 계승하며, 다른 시아파 교파들은 다른 혈통을 따른다. 예를 들어, 열두 이맘 시아 무슬림은 열두 이맘의 계보를 따르는데, 마지막 이맘은 서기 9세기 이후로 잠복 상태에 있다고 여겨진다. 그러나 니자리 시아 무슬림은 다르고 여전히 살아있는 이맘의 계보를 따르며, 아가 칸 5세가 현재의 수장이다.

### 잉카
아메리카 대륙에서 잉카 군주국은 동시대의 지정학적 지역 전체에 대한 단독 통치라는 의미에서 보편적이었다. 그 주변에는 미정착 사회들만이 존재했다. 잉카인들은 자신들의 국가를 "세계 사방의 영역"이라고 불렀는데, 이는 다른 보편군주국들의 "사방"과 유사한 공간적 보편성 개념이었다. 중국인들이 자신들의 나라를 "중앙 나라"라고 불렀듯이, 잉카인들은 자신들의 수도인 쿠스코를 "세계의 배꼽"이라고 불렀다. 이 문명은 문자를 발전시키지 않았지만, 스페인의 기록과 잉카 가르실라소 데라베가는 잉카 군주국이 역사상 가장 절대적이고 신성한 군주국 중 하나였다고 말한다.
잉카는 "신으로 존경받았다". 이집트와 일본의 군주들처럼 잉카도 태양의 아들이었으며, 이집트 왕들처럼 잉카도 미라화되어 후대에게 신으로 숭배되었다. 비라코차 잉카와 같은 그들의 이름 또한 그들의 신성을 암시한다. 버 카트라이트 브런데이지는 이 이름을 근동의 왕중왕 개념과 연관시켰다. 잉카의 칭호인 사파 잉카(문자적으로 '유일한 황제')는 세상 어디에도 다른 황제가 존재할 수 없음을 암시했다. 잉카의 구전 전통은 왕 목록을 보존했는데, 이는 시공간의 보편성을 암시하는 보편군주국의 이데올로기적 장르였다. 잉카는 신성한 기원을 가지고 있었다. 야마토 왕조의 건국자처럼 잉카의 건국자인 망코 카팍은 태양신 인티의 아들이었다.

## 특징

### 세계시민주의
보편군주제는 세계시민주의의 요람이었다. 역사상 가장 초기에 모든 색깔의 인간이 동등하다는 개념은 고대 이집트에서 비롯되었다. 제18왕조의 아크나톤 통치 시기(기원전 1353-1336년경)로 거슬러 올라가는 태양찬가에는 다음과 같이 쓰여 있다. "백성들의 언어는 다르며, 그들의 성격도 그러하다. 그들의 피부는 다르다, 왜냐하면 아톤이 백성들을 구별했기 때문이다." 그러나 아톤은 그들 모두를 돌본다. "세상의 모든 땅에서, 당신은 모든 사람을 제자리에 두시고, 그들의 필요를 공급하시며, 모든 사람이 자신의 음식을 가진다..."
에이미 추아는 그녀의 초강대국 비교 연구에서 세계시민주의와 관용을 강조했다. 그녀가 선택한 초강대국의 대부분은 공교롭게도 보편군주제였다. 『세계시민주의와 제국: 보편적 통치자... 그리고 고대 근동과 지중해의 문화 통합』이라는 제목의 책은 다음과 같이 결론짓는다. 축의 시대에 해당 지역에서 나타난 세계시민주의는 보편군주제의 산물이었다.
페르시아 보편군주들은 종속된 민족들의 문화, 언어, 종교를 용인하고 지역 종교 기관들을 지원했다. 지역 엘리트들은 제국 행정에 통합되었다. 페르시아인들은 이전의 아시리아와 바빌로니아 제국이 행했던 대규모 강제 이주를 중단하고 유대인들이 바빌론 유수에서 고향으로 돌아와 성전을 복원하도록 허용했다. 마우리아 황제 아소카는 다른 종교를 희생하면서 불교를 선호하거나 다양한 사회 및 민족 집단을 차별하지 않았다. 인도의 보편군주제가 해체되자 보편주의적 호소력을 지닌 불교는 브라만적 특수주의(스바다르마)로 대체되었지만, 중국과 일본의 보편군주국에서는 불교가 널리 받아들여졌다.
알렉산드로스 대왕이 보편군주로 등극한 이후, 스토아 학파는 헬레니즘 철학의 지배적인 학파가 되었다. 스토아 학파는 인간 공동체를 제약한다고 여겨졌던 폴리스의 벽을 무시하는 형태의 그리스 시민권을 표명했다. 그 창시자인 키티온의 제논(기원전 334년경 – 기원전 262년경)은 모든 폴리스의 주민들이 "하나의 삶의 방식과 하나의 질서"를 형성해야 한다고 조언했다. 스토아 학파는 당시의 기준으로 급진적인 세계시민주의자였으며, 심지어 노예까지도 "모든 인간이 똑같이 자연의 산물이기 때문에 다른 인간과 동등하다"고 받아들이도록 설교했다. 후기 스토아 사상가 세네카는 그의 편지에서 "당신이 노예라고 부르는 그도 당신과 같은 뿌리에서 나왔고, 같은 하늘 아래에서 웃으며, 당신과 동등하게 숨쉬고, 살고, 죽는다는 것을 친절하게 기억하라"고 권고했다. 스토아 학파는 계급과 부와 같은 외적인 차이가 사회 관계에서 중요하지 않다고 보았다. 대신 그들은 인류의 형제애와 모든 인간의 자연적인 평등을 옹호했다. 스토아 학파에 따르면, 모든 사람은 하나의 보편적인 정신의 발현이며 형제애를 가지고 살며 기꺼이 서로를 도와야 한다. 스토아주의는 헬레니즘 및 로마 보편 군주 아래에서 가장 중요하고 영향력 있는 철학이 되었으며 종종 군주제의 공식 철학이라고 불린다. 에드워드 기번은 로마의 보편적인 관용 정신에 대해 다음과 같이 결론지었다: "로마 세계에 널리 퍼진 다양한 예배 방식은 민중에게는 모두 똑같이 진실한 것으로, 철학자에게는 모두 똑같이 거짓된 것으로, 그리고 관리들에게는 모두 똑같이 유용한 것으로 간주되었다." 212년 카라칼라 칙령은 로마 시민권을 제국의 모든 주민에게 확대했다.
사도 바울로를 통해 스토아주의는 기독교의 세계시민주의 혁명에 영향을 미쳤다. 바울은 유대교의 제노포비아를 단호히 끊고 새로운 종교를 모든 인류에게 열었다. 선민은 더 이상 민족적으로 정의되지 않았다. 스토아주의적 이상과 그리스도를 결합하여 바울은 그리스도 추종자들이 신성하게 질서 지어진 우주와 조화를 이루며 살아가는 단일한 인류의 이상을 포용하도록 촉구했다. 이전에는 유대인에게만 국한되었던 구원이 이방인에게도 가능해졌다. 이슬람 보편군주국은 아바스 혁명에서 세계시민주의적 변혁을 이루었다. 아바스 왕조 아래에서 칼리파국은 더 이상 아랍인에게 속하지 않고 이슬람을 공유하는 모든 민족에게 속하게 되었다. 아랍 제국은 세계시민주의 사회로 변모했다.
티베트 너머의 보편군주제 아래에서도 세계시민주의는 번성했다. 불교는 한나라 시대에 중국에 도입되었다. 당나라 시대에는 수천 명의 외국인들이 중국 상업 중심 도시에 살기 위해 유입되었다. 페르시아, 아라비아, 인도, 한국, 동남아시아 및 중앙아시아 등 아시아 전역에서 온 외국인들이 넘쳐났고, 그들이 가져온 풍부한 문화적 재화도 함께 들어왔다. 742년에 실시된 인구 조사에 따르면 등록된 인구 중 외국인 비율이 7세기 초에는 거의 4분의 1이었던 것이 7세기 중반에는 거의 절반으로 대폭 증가했으며, 광저우에만 약 20만 명의 외국인이 거주하는 것으로 추정되었다. 불교, 유교 및 도교는 중국에서, 그리고 신토와 함께 공존했던 일본에서도 방해받지 않고 행해졌다. 몽골인들은 종교적 다원주의로 유명했으며, 이는 종종 관용으로 불린다. 몽골 행정부는 다민족적이고 다종교적이었다.

### 보편 평화
보편 평화는 단테가 팍스 로마나에 부여한 용어이다. 그는 디부스 아우구스투스 시대가 되어서야 비로소 세계를 평화롭게 한 완전하고 단일한 보편 군주가 있었다고 말한다. 그때 "인류는 보편 평화의 축복을 누렸고," 이는 "우리의 행복을 위해 정해진 모든 것 중 가장 위대한" 것이었다.
단테의 견해는 세계사에서 인기가 있었다. 보편군주제는 지역패권에 의한 평화 목록과 팍스 제국 목록에서 우위를 차지한다. 로마의 보편군주제는 팍스 로마나와 아라 파키스 아우구스테로, 중국은 팍스 시니카와 열두 금상으로 유명하다. 업적록, 아소카의 칙령 및 진 시황제의 비석은 평화 또는 비폭력을 찬양한다. 불교, 스토아주의, 기독교와 같은 평화주의적 신앙은 보편군주제의 산물이었다. 모든 경쟁자들을 물리친 보편군주들은 평화를 설교하고, 평화주의적 신앙을 발전시켰으며, 한때(아소카) 자신의 보편 평화를 달성하기 위해 대량 학살이 필요했다는 후회를 표현하기도 했다.
역사상 가장 초기의 보편군주국인 이집트에서 "신들이 평화를 원했을 때", 그들은 "아들을... 모든 땅의 통치자로" 세우기로 결정했다. 보편적인 존재가 되자, 이집트 왕들은 호전성을 덜 드러내고 평화주의를 더 드러냈다. 이집트 제2왕조(기원전 2890년경 – 2663년경)의 왕실 이름들은 싸움의 요소를 버리고 (호루스 싸움꾼, 호루스 강한 자, 또는 팔을 드는 호루스) 평화주의적인 이름들을 도입했다 (호루스: 두 권력이 평화롭다(헤텝세켐위)와 호루스와 세트: 두 권력이 일어났다; 두 주인은 그 안에서 평화롭다(카세켐위-네브위-헤텝-이메프)). 이집트의 두 땅과 제국의 주변부가 "평화를 갈망"하고 "평화를 가져오는" 개념은 모든 고대 이집트 문학 형태에서 흔히 찾아볼 수 있다.
신아시리아 시각 예술은 강제 합병을 방송했다. 이는 페르시아 보편성 수준에서 변화한다. 베히스툰 비문 외에도 아케메네스 예술은 힘과 공격성의 장면을 보여주지 않는다. 특정 역사적 순간이나 사건을 묘사하지 않고 영원한 보편군주제의 특징을 담고 있다. 아케메네스 조각은 "제국 구성원들의 협력적이고 조화로운 자발적 지원"을 보여주는 페르세폴리스의 시각 프로그램을 반영한다. 다리우스 1세는 백성들이 서로 싸웠다고 설명한다. 그는 "더 이상 서로 싸우지 않도록" 신경 썼다.
중국에서는 전국 시대 이후의 최초의 보편 군주가 "세상의 무기를 몰수하여 한데 모으고... [큰 연회에서] 그것들을 종과 종걸이, 그리고 열두 개의 청동상으로 녹였다." 무기 파괴와 더불어 도시 성벽과 군사적으로 중요한 다른 장애물들의 전국적인 평탄화 작업이 이루어졌다. 기원전 215년의 갈석산 비문은 진 시황제의 역사적 사명을 다음과 같이 묘사했다. “그는 단일한 위대한 평화를 최초로 달성했다. 그는 도시의 내외 성벽을 허물었다.” 진 시황제는 세상 전체가 무수한 독립 왕들 때문에 끝없는 전쟁과 전투로 고통받았다고 설명했다. “그들은 대규모 바쿠스 축제를 열었다... 나의 조상들 덕분에 제국은 처음으로 평화로워졌다.” “검은 머리 백성들은 무기와 갑옷을 사용할 필요 없이 평화롭게 산다.” 세상은 “조화와 평화”를 이루었다. 그러나 독립 왕들을 복원하면 전쟁이 돌아온다. 70명의 학자들이 그 업적을 칭송했다. 이제 “사해 안의 모든 것이 평화로워졌고... 모든 사람은 평화롭게 살며 전쟁의 재앙을 겪지 않는다.”
암미아누스 마르켈리누스(서기 330-400년경)는 세레스(중국인)에 대한 가장 초기의 외부 기록 중 하나에서 다음과 같이 묘사했다. “세레스인들은 평화로운 삶을 살며, 무기와 전쟁과는 영원히 무관하다. 그리고 온화하고 조용한 백성에게 안락함은 즐거운 것이므로, 그들은 이웃에게 아무런 문제를 일으키지 않는다.” 이집트와 중국의 보편군주제에서는 영웅 서사시가 알려져 있지 않으며, 길가메시 서사시에 해당하는 이집트 서사시도, 마하바라타에 해당하는 중국 서사시도 없다. 중국 영웅 서사시의 부재는 헤겔에 의해 지적된 이후 계속해서 언급되어 왔다. 이집트와 중국의 영웅들은 현자와 발명가였다. 헤로도토스는 이집트인들이 "영웅들에게 어떤 영광도 바치지 않는다"고 언급한다. 보편군주들은 산문적 서술을 선호했다. "과거 세대에 걸쳐 이어지는 서사적 서술은 없었고, 살아있는 이들에게 교훈을 주는 운명의 이야기도 없었다."
중국어 표현인 평천하(平天下)는 "천하를 평정하다"는 의미로, 정복의 평화주의적 완곡어법이었다. 기원전 221년 이래로 중국의 모든 재통일은 "평화화"로 정의되었다. 기원전 207년에 진나라는 "완전히 멸망했다. 5년 후, 한나라에 의해 세계가 평화로워졌다." 마찬가지로, 로마인들은 동사 pacare (평화롭게 하다)를 명사 pax (평화)에서 파생시켜 정복이라는 말을 피했다. 로마인들은 그리스를 "평화롭게" 하기 위해 그리고 스페인을 "평화롭게" 하기 위해 싸웠다.
로마 보편군주의 등극은 전통적인 개선문 대신 아라 파키스 아우구스테(평화의 제단)로 기념되었다. 베르길리우스의 아이네아스 방패에 나타난 마지막 장면은 정복된 에큐메네의 대표자들이 로마 성벽 안에 있는 모습을 보여주면서 동시에 평화로운 도시의 이미지를 나타낸다. 아이네이스의 주요 예언(6:853)은 군사적 정복을 통해 로마 군사력의 확장을 우주를 채우고 완전히 새로운 평화의 시대를 확립하는 것으로 보여준다. “이것이 너의 천재성이리라—평화의 길을 부과하는 것.”
로마의 레가투스 퀸투스 페틸리우스 케리알리스는 갈리아인들에게 평화를 설교했다. "권력 투쟁과 불화가 갈리아를 황폐화시켰지만, 너희가 우리의 법을 받아들였다... 만인에 대한 만인의 전쟁—이것이 로마인들이 갈리아에서 추방된다면—신이시여—너희를 기다리는 것이다. 그러니 평화를 사랑하고 지켜라." "우리의 무기를 항상 손에 쥐는 것"은 로마인들에게 "평화를 유지하는 유일한 방법"으로 여겨졌다. 사산조의 왕 호스로 1세(531-579년)는 비잔티움 황제 마우리키우스(539-602년)에게 보내는 편지에서 다음과 같이 썼다: "세상을 밝히는 임무를 신성에게 위임받은 두 눈이 있다. 이들은 로마인들의 강력한 군주제와 페르시아인들의 현명하게 통치되는 공화국이다. 이 두 위대한 제국에 의해 야만적이고 호전적인 민족들이 억제되고, 인류는 더욱 나은 안전한 통치를 받고 있다."
팍스 로마나는 사라진 지 천 년 후에도 단테에게 탄식의 대상이었다. 전쟁 중인 정부들의 동시대적 다원성은 그를 미치게 했다. “그러나 탐욕의 못이 그 매끄러운 옷[팍스 로마나]을 찢어버린 날 이후 세상의 상황은, 우리가 보지 않아도 된다면 읽기만 해도 알 수 있는 일이다!” (제정론, 1:16). 실제로 동시대의 상황은 유럽 정부들이 더욱 전쟁을 벌이면서 악화되고 있었다. 1637년, 예수회 신부 줄리오 알레니는 중국인 친구들로부터 자주 다음과 같은 질문을 받았다고 보고했다. “왕이 그렇게 많으면 어떻게 전쟁을 피할 수 있습니까?” 이것은 끔찍한 30년 전쟁 한가운데에서 좋은 질문이었다.
보편 군주국의 보다 평화주의적인 본질은 아메리카의 두 주요 군주국 간의 차이에서 나타난다. 잉카 군주국은 보편적이었던 반면, 아즈텍은 지역적이며 그 세계의 다른 군주국들과 전쟁을 벌였다. 잉카는 스페인군에게 "거의 세 시간" 만에 패배했는데, 스페인군은 1대 45의 수적 열세였으며 단 한 명의 스페인 병사도 사망하지 않았다. 아즈텍의 패배는 군사 기술에서의 동일한 불리함에도 불구하고 현저한 대조를 이룬다. 마지막 독립 아즈텍 틀라토아니인 쿠아우테목은 테노치티틀란을 80일 동안 맹렬히 방어했으며, 에르난 코르테스로 하여금 수만 명의 인디언 동맹군을 동원하게 했고, 그의 용맹함으로 코르테스에게 깊은 인상을 남겼다.

### 신성
일반적으로, 군주제에 대한 비교 역사 연구는 보편군주들이 근대 유럽의 절대군주보다 더 절대적이고 신성했다는 것을 발견한다. 근대 절대왕정의 이데올로기는 군주가 인간 법이 아닌 신성한 법에 복종한다고 주장했다. "그러나 그는 고대 황제가 아니었다. 그는 법, 주화, 도량형, 경제 독점의 유일한 원천이 아니었다... 그는 자신의 영지만 소유했다." 오비디우스(비가 4:4-15)는 카이사르가 공화국이라고 선언했다. 그리고 현대 역사가들은 그의 말이 옳다고 생각한다. "그의 인격에서 아우구스투스는 권력의 기둥들을 축적했다: 군대, 엘리트 통제, 부와 공공 고객의 후원. 그래서 아우구스투스는 아마도 루이 14세보다 더 "짐은 국가이다"라고 말할 자격이 있었을 것이다."
이집트와 잉카의 왕들은 "신의 화신"이었다. 그들은 미라화되어 여러 세대에 걸쳐 신으로 숭배되었다(위 이집트와 잉카 부분 참조). 중국 군주는 신의 화신은 아니었다. 그의 지위는 신들보다 높았으며, 아브라함 종교의 전능하신 하느님의 특정 특징에 근접했다. 유대인의 신과 유사하게, 중국 황제의 이름은 금기시되었다. 그는 그의 신민 대다수에게는 보이지 않는 존재였으며, 일반적으로 자금성의 벽 안에 갇혀 있었다. 보통 동상도 세워지지 않았고, 그림도 그려지지 않았으며, 동전에 그의 형상이 재현되지도 않았다.
일본은 보편군주제를 확립한 후 이러한 특징을 중국에서 빌려왔다. 서기 3세기부터 일본 군주는 한 번도 백성들에게 자신을 드러내지 않았다. 궁궐 밖으로 나갈 때는 휘장으로 가려졌다. 이 때문에 그는 히브리 신과도 연관되었다. 그러나 일본은 몇 가지 면에서 중국을 능가했다. 중국 왕조의 건국자는 매우 단순한 사회적 배경을 가진 필멸의 인간일 수 있었고, 중국 왕조는 천명이 필요했다. 그렇지 않으면 교체될 수 있었고, 실제로 교체되었다. 중국 전통은 36개의 왕조를 세었다. 반면 일본 왕조는 영구적이었고 신성한 기원을 가지고 있다고 전해지며, 건국자는 여신 아마테라스 오미카미의 직계 후손이다. 중국은 1911년에 왕조 주기를 마쳤지만, 일본 황실은 1945년 더글러스 맥아더에 의해 신성이 제거되었음에도 불구하고 세계에서 가장 오래된 현존하는 왕조로 계속되고 있다.
인도에서는 동아시아의 천국 기능을 담마(우주적 영원한 법칙)가 수행했다. 중국과 일본의 보편군주들은 하늘보다 열등했다. 그들은 하늘의 아들이었고, 중국은 통치하기 위해 천명을 요구했다. 반면 전륜성왕은 담마와 관련된 어떠한 열등함도 보이지 않았다. 그는 그렇지 않으면 시행되지 않을 담마의 "수레바퀴를 돌렸다". 그래서 전륜성왕의 문자적 의미는 "수레바퀴를 돌리는 자"이며, 인도의 첫 번째 보편 군주인 아소카가 채택하여 이후 "보편군주"를 의미하게 되었다.
이집트 왕릉(이집트 피라미드)은 숭배 수준을 가장 잘 표현하는 것일 것이다. 70만 명의 인력이 아방궁과 진시황릉(사마천 1:148, 155) 건축에 동원되었고, 이곳에는 병마용이 포함되어 있다. 아방궁의 기초 면적은 1270 × 426m였다. 일부 추정치에 따르면 진시황릉은 전 세계에서 건설된 단일 통치자의 무덤 단지 중 가장 큰 규모이다. 일본에 보편 군주가 등장하면서, 인상적인 거석 시대 무덤들이 그들의 땅을 뒤덮었고, 이는 고훈 시대, 즉 고분 시대를 일컫는 이름이 되었다.
신성성의 문턱은 보편적인 정복의 순간에 넘어섰다. 기원전 221년 진나라의 보편적인 정복 이후, 보편 제국의 제1황제는 '황(Huang)'은 '경외할 만한', '제(Di)'는 '신성한'을 의미하는 칭호를 받았다. 사마천은 보편적인 정복과 신성성 사이의 인과 관계를 명시적으로 언급한다. 잉카 통치자는 자신의 보편 군주국을 확립하면서 자신의 왕실 칭호인 "카팍"(대략 "공작"에 해당)을, 이후 역사에 알려진 신성한 이름인 "비라코차 잉카"로 바꾸었다.
또 다른 보편적인 정복인 알렉산드로스 대왕은 마케도니아 왕실 전통의 많은 부분을 깨뜨렸다. 마케도니아 왕실에서는 왕들이 다른 인간들과 마찬가지로 필멸의 존재였다. 알렉산더와 그의 후계자들은 신이 되었고 일부는 자신의 이름에 '신성한'을 의미하는 에피파네스(Epiphanes)를 추가했다. 기원전 323년경에는 여러 그리스 국가들이 알렉산더를 살아있는 신으로 숭배하고 있었다. 그의 후계자들에게는 더욱 빈번하고 웅장한 숭배가 이루어졌다. 율리우스 카이사르는 보편 군주제를 향해 루비콘강을 건넌 후 "디부스(Divus)"가 되었고, 자신의 기원을 베누스에게서 찾았다. "신성한"을 의미하는 또 다른 단어는 아우구스투스이다. 마이클 J. 푸에트는 보편제국과 군주의 신격화가 함께 발전했다고 본다. 그는 마케도니아와 중국을 비교하며, 보편제국이 새로운 유형의 신성한 주장을 동반했다고 지적한다.
보편 정복과 신성 군주제의 부상 사이의 가장 놀라운 연결고리는 로마이다. 로마는 세계사에서 비군주제 국가에 의해 세워진 유일한 보편제국이다. 로마 공화국은 군주제에 대한 격렬한 거부로 탄생했다. 로마의 자유(libertas) 이상은 현대 서구의 이상과 필적한다. 그 수용은 공화정 로마에서 결코 논란의 여지가 없었다. 자유의 반대는 regnum(왕정)이었다. 본질적으로 전제군주제였다 어떤 조건에서도 용인될 수 없었다.
그럼에도 불구하고 로마가 지중해 세계를 정복했을 때, 공화국은 다른 보편제국들처럼 보편군주국으로 변모했다. 기원전 23년, 아우구스투스는 "시간에 제한 없는 더 큰 프로콘술 지휘권"(imperium proconsulare maius infinitum)을 받았다. 그와 함께 고대의 승리한 공화국과 흔들리지 않는 자유의 이상은 절대 신권군주제와 황제 숭배에 굴복했으며, 이는 "인간 자유의 고귀한 전통의 타락"이었다. 이후 보편군주들이 로마 세계의 역사를 규정했다. 그들의 형상과 기념비들이 도시의 공공 장소를 가득 채웠고, 그들의 말은 신민들에게 침묵 속 경외심으로 들렸으며, 그들의 이름은 시간을 측정하는 틀을 제공했다.
아우구스투스의 이미지는 예수의 이미지를 떠올리게 한다. 프리네 달력 비문(기원전 9년)은 그를 언급하며 "복음"이라는 용어를 사용하고 그를 "구세주"이자 "현현한 하느님"으로 묘사한다. 아우구스투스는 예수가 다시 죄를 씻기기 직전에 "우리의 죄를 씻어냈다".

### 일신교
지상에서 극도로 절대적이고 신성한 인격의 출현은 하늘에서도 유사한 과정을 촉발했다. 주요 신들은 더욱 보편적이고 초월적인 지위로 상승했으며, 여러 차례 보편군주제는 일신교를 탄생시켰다. 아크나톤은 역사상 가장 초기의 알려진 시도를 했지만, 단명했다. 태양찬가는 "유일한" 신이며 그 외에는 "아무도 없다"고 선포한 세계 역사상 가장 초기의 기록이다. 사르곤 2세부터 아시리아 서기관들은 아슈르의 이름을 "온 하늘"을 의미하는 표의문자로 쓰기 시작했다. 시모 파르폴라에 따르면, 신아시리아 제국은 완전한 일신교를 발전시켰다. 역사상 가장 초기에 기록된 "인류 구원을 위해 보내진" 하느님의 아들은 아시리아의 왕이었다.
아시리아의 사례는 유대교에 결정적이다. 유대교는 보편군주제의 산물이 아닌 유일한 고대 일신교이다. 특히 유대교는 바빌론 유수 시기에 일신교가 되었다. 한 가설은 유대인 사제들이 현지의 일신교를 받아들여 아슈르를 야훼로 대체했다고 주장한다. 아시리아의 일신교적 개념인 "(모든) 신들"은 히브리어로 엘로힘, 문자적으로 "(모든) 신들"로 번역되었다. 이것은 시편 46편 4-5절에 나오는 강가에 있는 자신의 도시에 거주하는 신의 수수께끼를 설명한다. 예루살렘에는 강이 없다. 아슈르 시는 강가에 있었다. "야훼가 신성한 무대에서 주요 인물로 부상한 것은... 마르두크와 아슈르의 그것을 반영한다." 전자는 야훼처럼 일신론적 본성을 표현하기 위해 형상 없는 사원을 가졌다. 일부 학자들은 이집트 보편군주제의 영향, 특히 태양찬가가 시편 104편에 영향을 미쳤다고 추정하기도 한다.
유대교와 동시에, 페르시아의 보편군주제는 대부분의 학자들이 일신교라고 간주하는 조로아스터교를 정교화했다. 다리우스 1세가 아후라 마즈다를 일신교적 지위로 격상시킨 것은 유일한 왕과 유일한 신을 연관시키기 위함이었다고 추정된다. 클레안테스(기원전 330-230년)와 아라토스(기원전 315/310-240년경)는 제우스를 "마음" 또는 "자연"—즉 물질 우주를 움직이는 영혼—과 동일시한다. 그들 덕분에 스토아주의는 "신을 신과 비슷한 것으로 바꾸었다".
대안적으로, 다른 보편군주제들은 다신교를 유지했지만, 보편군주제가 부상한 후 일종의 일원론적 실체가 일신교 신의 속성을 띠게 되었는데, 예를 들어 동아시아의 천 또는 불교의 담마가 그러하다. 보편적인 왕권으로 특징지어지는 축의 시대는 이 모든 "축적" 운동의 유일한 공통적인 근본적 충동으로 지명된 "초월적 돌파구"를 목격했다. 막스 베버는 그의 동포 카를 야스퍼스가 나중에 축의 시대라고 명명한 시기에 정치적, 신학적 보편화 사이의 동시성을 강조했다. 베버의 관찰은 슈무엘 아이젠슈타트가 축의 시대에 대한 책에서 동시적인 초월적 돌파구를 연구하게 만들었다.
중국과 일본의 보편군주들은 천자였으며 중국에서는 천명에 의해 통치했다. 이질적인 종교 환경 위에서 중국은 하늘 숭배를 덧입혔다. 불교는 아소카의 보편군주정 아래에서 퍼졌다. 나를 보는 자는 담마를 보고, 담마를 보는 자는 나를 본다고 붓다는 말한다. 기독교인들이 예수를 인간이 된 신으로 보듯이, 불교도들은 붓다를 담마가 된 인간으로 본다. 천과 담마는 각각 동아시아와 인도의 군주들을 보편적인 승리로 이끌었다.
결국, 보편군주제의 가장 인기 있는 두 가지 일신교 유산은 기독교와 이슬람이 되었다. 에우세비우스(서기 290-330년)는 한 신, 한 황제, 한 제국이라고 선포했다. 한 연구는 이슬람을 일신교와 보편군주제 간의 가장 분명한 수렴 사례로 꼽는다. 칭기즈 칸의 칙령에는 "이것은 영원한 신의 명령이다. 하늘에는 오직 하나의 영원한 신이 있고, 땅에는 오직 하나의 주군이 있다..."라고 명시되어 있다. 그와 그의 후계자들도 청중의 성격에 따라 코란, 유교 또는 성경 구절로 장식된 유사한 선포를 발표했다.
보편군주제가 해체되면서 세계시민주의와 평화주의는 민족주의와 군국주의에 자리를 내준다. 대조적으로 일신교는 다신교로 회귀하지 않는다. 보편군주제의 한 유산은 인류의 절반 이상이 일신교도로 남아있다는 것이다.

### 역사에 대한 비전
고대 이집트, 중국, 일본, 잉카에게 역사의 시작은 보편군주제의 출현으로 특징지어졌다. 그들의 전통에 따르면 이 사건은 우리가 선사 시대라고 부르는 시기에 일어났다. 반대로, 그들의 관점에서 우리는 아직 선사 시대를 끝내지 않았고, 여전히 복수의 주권을 가진 우리 문명의 선(先)왕조 시대에 살고 있다. 보편적 정복을 수행하고 보편 군주제를 확립한 문명들은 그렇게 하지 않은 문명들을 "호루스 시대부터 싸워왔고, 정복하지도 정복당하지도 않는" 원시 야만인으로 보았다.
보편군주제는 서구와 같은 선형적, 목적론적, 유토피아적 또는 진보적 역사관을 가지고 있지 않았다. 그들에게 이상적인 상태는 유토피아적 미래가 아니라 역사적 과거에 있었으며, 그 이상의 진보는 이론적으로도 불가능했다. 보편군주제 등장 이후 필요한 모든 것은 그것을 유지하는 것이었고, 만약 상실되면 가능한 한 빨리 복원하는 것이었다. 따라서 역사는 보편군주제의 긴 단계와 덧없는 몰락이 있는 주기적인 패턴을 띠게 되었다.
독일의 사회학자 프리드리히 텐브룩은 서구의 진보 개념을 비판하며, 중국과 이집트가 수천 년 동안 특정한 발전 단계에 머물렀다고 강조했다. 이 단계는 보편군주제였다. 이집트와 중국의 발전은 그들의 제국이 "자연 서식지의 한계에 도달하자마자", 즉 보편적이 되자마자 멈추었다.
군주제가 더욱 보편적이었던 시기들(상나라, 주나라, 한나라 및 당나라 왕조의 중국, 마우리아, 굽타 및 무굴 왕조의 인도, 헤이안 일본, 아우구스투스 시대 및 안토니누스 왕조의 로마)은 후세에 "황금기"로 기억되었다. 에드워드 기번은 안토니누스 시대를 인류 역사상 가장 좋았던 시기로 묘사했다. 이슬람의 황금기 또한 보편적인 아바스 왕조 시대에 시작된다. 스페인, 포르투갈, 영국 황금기 또한 그들의 군주제가 보편성에 가장 근접했던 시기와 일치한다.
반면 다극 문명에서의 황금기는 헤시오도스의 "황금 종족", 사트야 유가, 귈피의 속임수의 "굴달르" 등과 같이, 일반적으로 성경의 에덴 동산과 유사하게 세상 창조 이후 모든 것이 악화되어 종말론이나 힌두교의 칼리 유가가 오기 전까지는 개선될 것으로 기대되지 않는 전설적인 시대를 의미한다. 그리스-로마 세계에서는 로마 보편 군주제의 첫 세대인 아우구스투스 시인들이 "황금" 시대를 신들의 시대에서 현대로 옮긴 최초의 사람들이었다. 아일리우스 아리스티데스는 헤시오도스가 시기를 잘못 잡았다고 판단하고 헤시오도스의 황금 시대를 로마 시대와 동일시했다. 이 생각은 베르길리우스의 목가에서도 나타난다. 로마의 황금 개념의 유산은 여전히 우리에게 강하게 남아있다. 전설에서 역사로 옮겨진 이 개념은 역사, 문학, 또는 포르노의 뛰어난 시기를 "황금기"로 묘사하는 일반적인 표현이 되었다.
이상적인 모델을 과거에서 찾았기 때문에, 대부분의 보편군주국들은 비보편군주국들보다 역사에 더 큰 관심을 가졌다. 고대 이집트와 메소포타미아, 중국과 인도, 또는 로마와 로마 이후 유럽의 역사 기록 양을 비교하면 그 차이가 현저하다. 항상 그런 것은 아니지만, 일반적으로 군주제가 공간적으로 보편적이고 시간적으로 오래 지속될수록 더 많은 역사를 기록한다.
미래에 관해서는 보편군주국들은 낙관론에서 두드러진다. 그들은 묵시나 우주적 재활용, 심지어 메소포타미아, 힌두 종말론적, 히브리 예언적, 고전 그리스 문학에서 특징적인 파괴적인 전쟁이나 제국의 몰락과 같은 작은 재난도 예상하지 않았다. 대신 그들은 영원히 질서 있는 존재를 믿었다. 카를 야스퍼스는 축의 시대라는 용어를 만들었는데, 그는 이 시대 말기에 나타난 보편군주국들이 스스로를 영원히 설립된 것으로 간주했다고 일반화했다. 이 군주국들은 공간과 시간 모두에서 보편적이라고 여겨졌다. 신들은 이집트 왕들에게 "한계 없는 영원함, 속박 없는 무한함"을 제공했다. 아이네이스(1.278–79)에서 유피테르는 imperium sine fine, 즉 시간적 또는 지리적 한계 없는 제국을 약속했다. 일본에서는 심지어 왕조도 흥망성쇠를 겪지 않으리라고 예상되었다. 하나의 왕조가 영원히 지속될 것이라고 믿어졌다. 중국의 진시황은 자신이 세운 보편군주국이 만 년 동안 지속될 것이라고 선포했다. 영원의 위대한 문화가 발전했다. 피라미드, 미라, 병마용은 영원히 지속되도록 설계되었다.
기원전 2세기까지 로마와 그리스 고전은 제국의 끊임없는 흥망성쇠 주기를 표현했다. 이 전통은 나중에 다니엘의 네 왕국 버전으로 나타난 동방에서 유래했다. 일찍이 헤로도토스를 통해 로마로 전해졌다. 로마가 패권을 잡은 후, 그리스와 로마 고전은 역사상 다섯 제국을 꼽았는데, 로마가 다섯 번째이며 그 뒤를 이을 다음 제국들이 있다고 했다. 한 세기 후, 로마가 다섯 번째이자 마지막 제국이 되면서 개념이 변한다. 플루타르코스(서기 40년경 – 120년대)는 운명이 수많은 제국들을 가볍고 빠르게 스쳐 지나갔지만, 로마에 이르자 "날개를 벗고 샌들을 벗으며, 믿을 수 없고 불안정한 구체를 버렸다"고 말한다. 미카엘 바이센베르거가 연관시킨 것처럼, 제국 계승의 역사는 로마 버전의 역사의 종말에서 끝난다. 다니엘 2장과 요한의 묵시록과 같은 동방 전통은 로마를 하느님의 왕국으로 대체하여 “다섯 번째 제국”인 궁극적이고 영원한 존재로 삼는 새로운 개념을 채택했다. 로마의 영원성에 대한 생각은 기독교의 영원성과 동시에 나타났다. “다섯 번째 제국”이라는 개념은 수세기 후 다섯 번째 제국과 다섯 번째 군주론자들에게서 다시 나타났다. 키케로 시대부터 로마 에테르나(Roma Aeterna)라는 개념이 나타나 아우구스투스 시대에 패러다임이 된다. 그의 재위 기간은 특히 아우구스투스 시(베르길리우스, 티불루스, 프로페르티우스, 호라티우스, 오비디우스)에서 aeternitas(영원)에 대한 언급이 급진적으로 증가한 시기였다. 이러한 변화는 국가의 영속성과 안정성에 대한 새로운 사고방식을 반영했다. 아우구스투스 시인들은 로마를 "우르브스 에테르나(Urbs Aeterna)", 즉 "영원한 도시"로 선포했고, 로마는 오늘날까지 그렇게 알려져 있다.

## 같이 보기
- 만민의 왕
- 사방의 왕
- 우주의 왕
- 왕중왕
- 도미니움 문디
- 보편적 권력
- 카테콘
- 마지막 로마 황제
- 전륜성왕
- 불교 왕권
- 미륵
- 다섯 번째 제국
- 다섯 번째 군주론자들
- 세계 정복
- 세계정부
- 외왕내제